# Monee (Illinois)
Monee es una villa ubicada en el condado de Will en el estado estadounidense de Illinois. En el Censo de 2010 tenía una población de 5148 habitantes y una densidad poblacional de 449,19 personas por km².

## Geografía
Monee se encuentra ubicada en las coordenadas 41°25′2″N 87°45′1″O / 41.41722, -87.75028. Según la Oficina del Censo de los Estados Unidos, Monee tiene una superficie total de 11.46 km², de la cual 11.46 km² corresponden a tierra firme y (0%) 0 km² es agua.

## Demografía
Según el censo de 2010, había 5148 personas residiendo en Monee. La densidad de población era de 449,19 hab./km². De los 5148 habitantes, Monee estaba compuesto por el 78.01% blancos, el 14.51% eran afroamericanos, el 0.06% eran amerindios, el 2.31% eran asiáticos, el 0.02% eran isleños del Pacífico, el 2.84% eran de otras razas y el 2.25% pertenecían a dos o más razas. Del total de la población el 9.01% eran hispanos o latinos de cualquier raza.